# Mira Briúnina
Mira Briúnina (rus: Мира Васильевна Брюнина)  (Moscou, 16 de setembre de 1951) és una ex-remadora russa que va competir sota bandera de la Unió Soviètica durant la dècada de 1970.
El 1976 va prendre part en els Jocs Olímpics de Mont-real, on guanyà la medalla de plata en la competició del quàdruple scull amb timoner del programa de rem. Formà equip amb Anna Kondràixina, Larisa Alexandrova, Galina Iermolàieva i Nadezhda Chernyshova.